# Sehel
Sehel es una isla, en el río Nilo, situada a poca distancia al sur de Asuán, en Egipto, de similar estructura a la isla Elefantina, donde estaba la primera catarata del río, realmente unos antiguos rápidos, que modeló las rocas con formas redondeadas. Fue utilizada, desde la antigüedad, como cantera de granito.

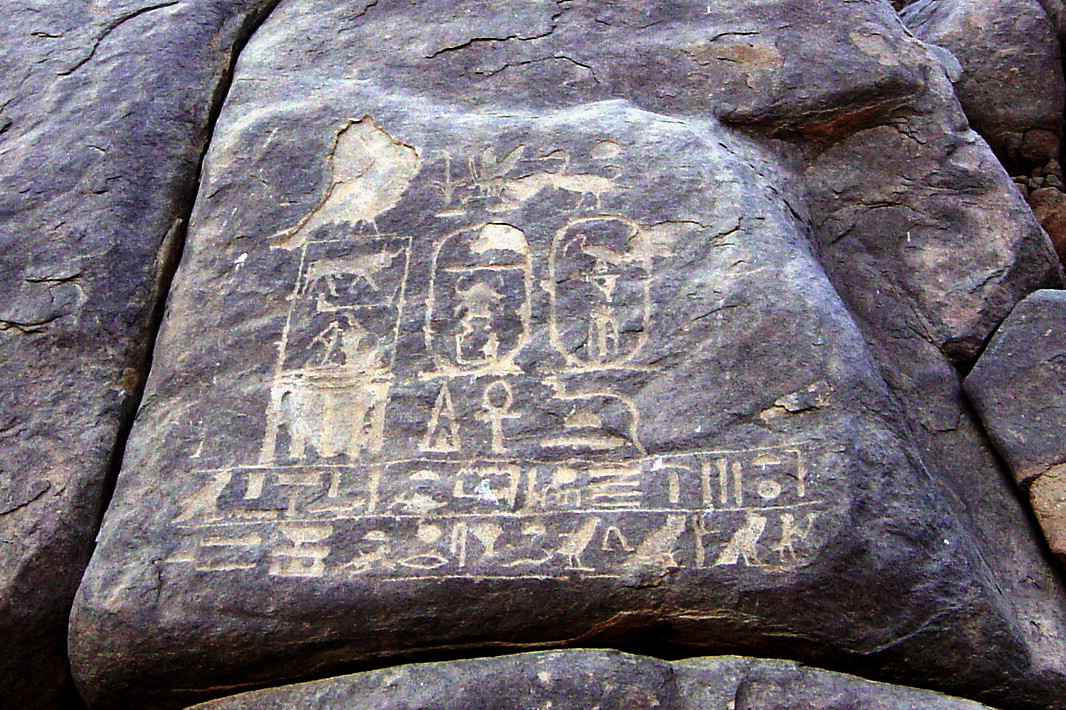
Inscripciones de la época de Tutmosis I, mostrando sus títulos, en la isla de Sehel.

## Inscripciones
En las rocas hay inscripciones de varias épocas, del Imperio Nuevo y del periodo ptolemaíco, repartidas en dos grandes rocas, al este el de Bibi Togug y al oeste Hussein Togug. 
El egiptólogo y periodista Charles Edwin Wilbur halló la Estela de la Hambre en uno de sus recorridos invernales por el Nilo durante una travesía hacia la isla Sehel, situada a tres km de Asuán, cerca de la primera cascada del Río Nilo.La Estela del Hambre es una roca de forma rectangular esculpida en una cantera empleada desde tiempos antiguos.En ella se encuentra una extensa inscripción jeroglífica de 32 columnas que están separadas por una grieta de origen natural en la roca en sí. La parte superior está adornada con diversas representaciones de divinidades egipcias: Jnum, la deidad creadora con la cabeza de carnero; Satet, la deidad del crecimiento del Nilo; y finalmente Anuket, la deidad del agua y las cataratas, junto al faraón Zóser. 
La inscripción relata la época de siete años de hambre y sequía durante el reinado de Zóser.
De acuerdo con la historia, debido a la ausencia de inundaciones en las zonas de cultivo del Nilo, no se logró recolectar la cosecha, lo que provocó una gran hambruna en Egipto.
Zóser, preocupado por este incidente, solicitó asesoramiento a su visir Imhotep, a quien le instruyó a indagar cuál era el origen del Río Nilo y qué deidad era la causante de su inundación. Imhotep, quien estudió los registros del templo de Toth en Hermópolis y determinó que Jnum, un dios que residía en un manantial sagrado en la isla de Elefantina, fue el responsable del diluvio.
Así, Imhotep se dirige al templo de Jnum para solicitar asistencia, este, soñó que Jnum se le presentaba, describiéndole sus poderes celestiales y prometiéndole que el Nilo volvería a nacer.
Cuando despertó, Imhotep relató el sueño al faraón, quien, en señal de agradecimiento, brindó al dios Jnum agradecimientos y favores, quedando así reflejado en dicha piedra. 
- Datos: Q1476222
- Multimedia: Sehel Island / Q1476222